# 더 크로스 (잉글랜드의 음악 그룹)
더 크로스(영어: The Cross)는 퀸의 드러머인 로저 테일러의 프로젝트 그룹이다. 1987년부터 1993년까지 3장의 음반을 발매하였다. 테일러는 퀸에서 드러머이지만, 더 크로스에서는 리듬 기타리스트와 리드 보컬리스트를 맡았다.

## 음반 목록
- Shove It (1988)
- Mad, Bad and Dangerous to Know (1988)
- Blue Rock (1991)